# Michaël Wiggers
Michaël Wiggers (Luik, 8 februari 1980) is een Belgisch voetballer die sinds 2012 onder contract staat bij Sprimont Comblain Sport. Hij is 1 meter en 82 cm groot en weegt 70 kg. Zijn positite is middenvelder, maar als verdediger kan hij ook wel uit de voeten.
Op zesjarige leeftijd ging hij bij Vottem voetballen, tot z'n achtste, toen ging hij naar Jehay. Van z'n twaalfde tot z'n vijftiende speelde hij bij Seraing. Van 1995 tot 2003 was hij speler van FC Luik. In 2003-2005 speelde hij in tweede klasse, bij RE Virton, samen met Emmanuel Coquelet. Hij speelde er opvallend goed, zodat hij in 2005 bij promovendus Zulte Waregem speelde. Maar hij paste niet in de plannen van Francky Dury en mocht na een jaar de club al verlaten. Hij trok toen naar RAEC Bergen. In zijn eerste seizoen speelde hij 33 keer mee en maakte daarin 1 goal. In zijn tweede seizoen speelde hij slechts tien keer mee, door zijn dopingschorsing van zes maanden.
In 2008 tekende Wiggers een contract voor 2 seizoenen bij FC Dender. Nadat zijn contract er was afgelopen vertrok hij naar F91 Dudelange. In 2012 ging hij op lager niveau voetballen bij Sprimont Comblain Sport.
Op 12 november 2007 werd bekendgemaakt dat Wiggers positief werd bevonden op doping. Op 25 augustus testte hij positief na de wedstrijd tegen Lokeren op anabole steroïde 19-norandrosteron. Dit leverden hem zes maanden schorsing op en een boete van €10.000. Ook bij Virton nam hij al eens doping. In mei 2009 werd zijn schorsing nog met twee maanden verlengd door het CAS dat de schorsing van de KBVB te licht vond.

## Carrière
| seizoen    | club             | land      | wedstrijden | doelpunten | competitie        |
| ---------- | ---------------- | --------- | ----------- | ---------- | ----------------- |
| jeugd/2003 | FC Luik          | België    | ?           | ?          | ?                 |
| 2003/05    | RE Virton        | België    | ?           | ?          | Tweede Klasse     |
| 2005/06    | SV Zulte Waregem | België    | 6           | 0          | Jupiler League    |
| 2006/07    | RAEC Mons        | België    | 33          | 1          | Jupiler League    |
| 2007/2008  | RAEC Mons        | België    | 10          | 0          | Jupiler League    |
| 2008/09    | FCV Dender EH    | België    | 23          | 0          | Jupiler League    |
| 2009/10    | FCV Dender EH    | België    | 21          | 0          | Exqi League       |
| 2010/11    | F91 Dudelange    | Luxemburg | 0           | 0          | Nationaldivisioun |